# Get Hurt
| Recensione | Giudizio |
| ---------- | -------- |
| Outune     |          |

Get Hurt è il quinto album studio del gruppo rock statunitense The Gaslight Anthem, pubblicato nel Regno Unito in data 11 agosto 2014 dalla Virgin Records/EMI ed il successivo 12 agosto dalla Island Records negli USA.

## Tracce
1. Stay Vicious – 3:33
2. 1,000 Years – 3:38
3. Get Hurt – 3:43
4. Stray Paper – 2:48
5. Helter Skeleton – 3:13
6. Underneath the Ground – 4:05
7. Rollin' and Tumblin' – 2:50
8. Red Violins – 3:20
9. Selected Poems – 2:53
10. Ain't That a Shame – 3:02
11. Break Your Heart – 4:20
12. Dark Places – 3:44

### Tracce bonus
Deluxe Edition Bonus Tracks
1. Sweet Morphine – 4:17
2. Mama's Boys – 4:01
3. Halloween – 3:11

iTunes Deluxe Edition Bonus Track
1. Have Mercy – 3:21

Best Buy Deluxe Edition Bonus Track
1. This Is Where We Part – 3:54

## Formazione
- Brian Fallon - voce, chitarra
- Alex Rosamilia - chitarra solista, voce secondaria
- Alex Levine - basso, voce secondaria
- Benny Horowitz - batteria